# Вулиця Героїв АТО (Хмельницький)
Вулиця Героїв АТО  (колишня назва [Вулиця Ціолковського] Помилка: {{Lang}}: не вказано код мови (допомога)) — одна з головних вулиць в мікрорайоні Ракове міста Хмельницький. Названа на честь воїнів Збройних сил України — учасників АТО.
Троє загиблих героїв проживали на цій вулиці.

## Розташування
Бере початок від Копистинського шосе, біля перетину із залізничною колією, та прямує на південний захід, де закінчується на перетині з Гарнізонною вулицею.
Перетинається з вулицями В'ячеслава Чорновола, Попова та Ракетників.
Довжина вулиці — 1000 метрів.

## Історія
Заснована 1966 року з назвою «вулиця Ціолковського».
Перейменована відповідно до рішення Хмельницької міської ради № 65 від 25 січня 2016 року у зв'язку з тим, що на цій вулиці мешкали загиблі в АТО солдати Володимир Панчук, Анатолій Суліма та Герой України Іван Зубков.
Пропозицію про перейменування вулиці Ціолковського на вулицю Героїв АТО винесла на розгляд топонімічна комісія Хмельницької міської ради в січні 2016 року.

## Установи
- Квартирно-експлуатаційний відділ м. Хмельницького Міністерства оборони України — буд. № 3/1
- Хмельницький дошкільний навчальний заклад № 52 «Золотий півник» — буд. 8
- Хмельницький дошкільний навчальний заклад № 34 «Тополька» — буд. № 15/1

## Транспорт
- Тролейбус № 3, 7, 7А, 9, 13, 61 — зупинка «Школа № 9» (вулиця Чорновола)
- Автобус № 2, 18, 23, 24, 24А, 25, 25А, 32, 51, 52, 55 — зупинка «Школа № 9» (вулиця Чорновола)